# WWE 2K14
WWE 2K14 — компьютерная игра, разработанная Yuke’s и Visual Concepts для систем Xbox 360 и PlayStation 3. В качестве издателя впервые (в результате банкротства THQ) в истории серии выступает 2K Games. Это — первая игра в серии WWE 2K, третья игра в серии WWE и шестнадцатая игра из основной линейки игр WWF/E. WWE 2K14 — сиквел к игре WWE ’13. Игра вышла 29 октября 2013 года в Северной Америке и 1 ноября по всему остальному миру.

## Банкротство THQ и переход WWE Games к Take-Two Interactive
19 декабря 2012 года THQ объявила о своём банкротстве. Компания выставила все свои активы, включая внутренние студии и разрабатываемые проекты, на продажу. Президент THQ Джейсон Рубин в своём обращении к сообществу сообщил, что будет подан документ под названием Chapter 11, содержащий заявление о банкротстве. Тем не менее, Джейсон сделал попытки призвать к оптимизму, утверждая, что Chapter 11 не является концом для компании. В подтверждение своих слов он привёл несколько примеров, в том числе MGM, уже подавших такой документ, но при этом продолживших активную работу.
В приложении к документу Chapter 11, поданном юристам Kurtzman Carson Consultants LLC, THQ раскрыла все разрабатывающиеся проекты под эгидой компании. В их число входил и проект под названием WWE 2014.
Несмотря на все призывы к оптимизму, THQ в итоге оказалась закрыта. «THQ больше ничего не значит» (англ. "THQ Is No More") — так сказал главный исполнительный директор THQ в своём обращении. Вечером, 22 января было объявлено об аукционе, где разные корпорации смогли «подобрать» осиротевшие проекты.
Одними из самых последних новый дом получили виртуальные рестлеры. До середины февраля никто точно не знал, куда отправились наработки нового проекта WWE. По сообщениям IGN, WWE Games перешли под руководство 2K Games, но наверняка никто сказать не мог.
Лишь 14 февраля слухи от IGN подтвердились. Компания Bloomberg на своём сайте сообщила, что активы THQ по части рестлинга отошли Take-Two Interactive. Множество работников отдела подписали контракты с Take-Two. Контракт с Yuke’s, разрабатывающими игровую серию, был переподписан.

## Анонс, трейлеры и реклама

### Официальный анонс

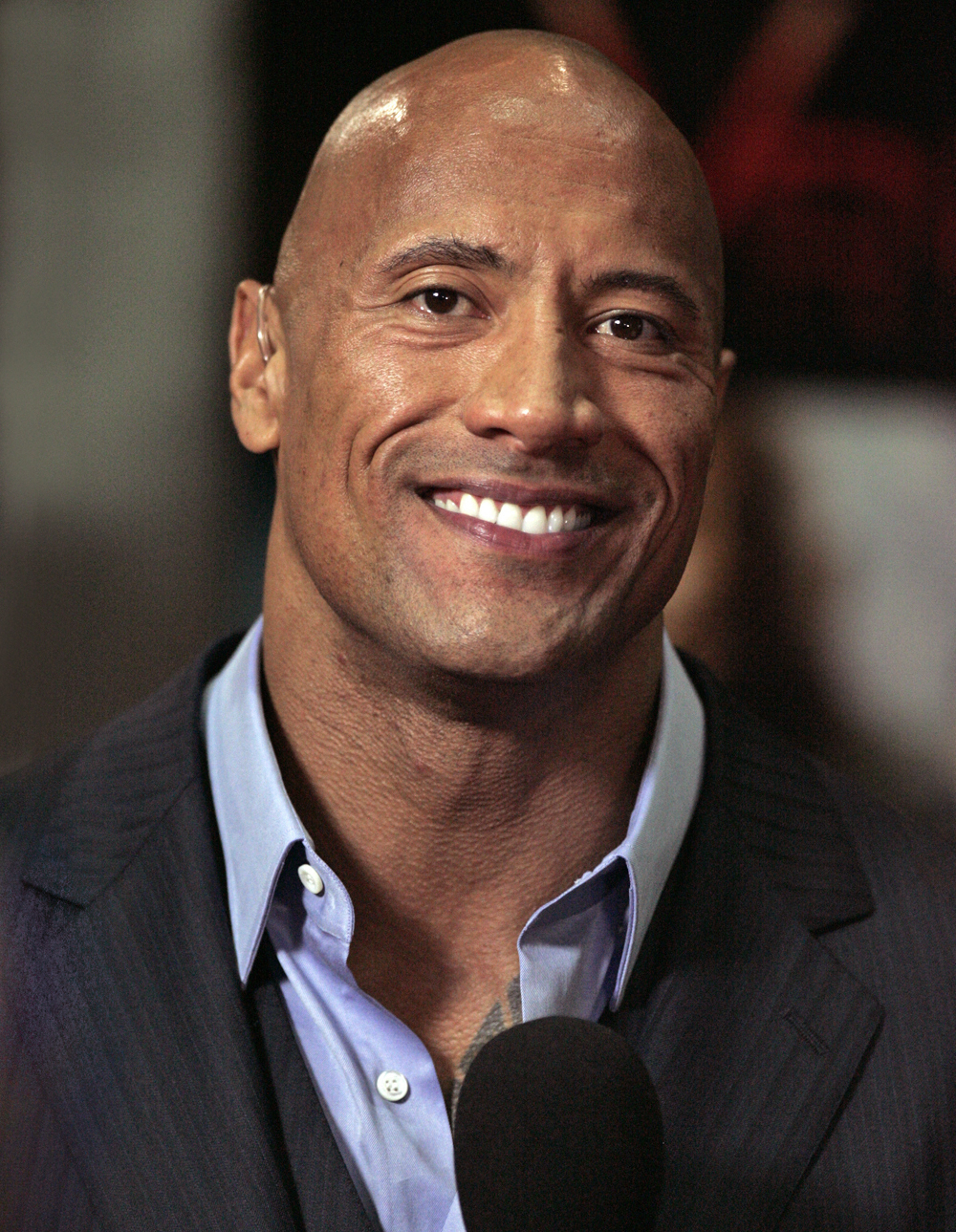
Рок стал лицом WWE 2K14

20 февраля 2013 года компаниями WWE и 2K Games было публично объявлено о заключении соглашения по разработке игр серии WWE. Согласно ему, в течение последующих пяти лет с момента 2013 года именно 2K Games и Take-Two берут серию на себя.
Сообщение содержало и упоминание игры, ныне носящей название WWE 2K14 — она находится в разработке и выйдет в продажу в конце этого года. Подтверждён и тот факт, что Yuke’s действительно останется разработчиком игры. «Мы очень рады тому, что Yuke’s делали для серии игр в прошлом», — заявил вице-президент WWE по продажам Кейси Коллинс в интервью ESPN. «В ближайшее время мы соберём вместе Yuke’s и Visual Concepts (разработчики спортивных симуляторов 2K), таким образом соединив лучшее от обеих компаний», — продолжил он. Коллинс считает, что из Yuke’s и Visual Concepts получится «очень динамичный дуэт».
Серия игр по WWE не станет чем-то второстепенным для 2K Sports — компания поставит WWE 2K в одну линию со своими ведущими спортивными симуляторами — NBA 2K и MLB 2K и сделает всё возможное, чтобы WWE была столь же успешной, как и другие проекты компании. Кейси Коллинс утверждает, что все вместе они собираются создать «чертовски хорошую игровую франшизу» (англ. "one hell of a video game franchise")".
К разработке серии присоединятся и бывшие сотрудники THQ. О переходе в 2K Sports в своих Твиттерах сообщили Кори Ледезма (в прошлом — исполнительный директор WWE Games), Брайан Уилльямс (главный дизайнер WWE Games) и Обри Ситтерсон (PR-менеджер WWE Games).
6 апреля 2013 года исполнительный вице-президент Стефани МакМэн в Твиттере передала сообщение Кейси Коллинса о том, что звездой на обложке станет Рок.

### Первый трейлер, обновление сайта
25 июня 2013 года на очередном выпуске Monday Night RAW был презентован первый трейлер игры. В нём снялись, помимо «звезды с обложки» — Рока — такие рестлеры, как Джон Сина, Дольф Зигглер, СМ Панк и Райбек. Весь игровой процесс снимался на обновленной арене RAW. Вместе с этим, была раскрыта первая часть ростера — четырём вышеперечисленным рестлерам компанию составили игровые модели Стива Остина, Шона Майклза и Рэнди Сэвиджа.
Как и в предыдущей части игровой серии, наличие нескольких рестлеров в ростере раскрылось благодаря футболкам, одетым на фанатах в зале. Таких рестлеров стало пять — это СМ Панк, Дэниел Брайан, Миз, Зак Райдер и Рей Мистерио. Несмотря на то, что их присутствие в игре теперь гарантированно, официально они как часть игры объявлены ещё не были.
Помимо опубликованного трейлера, обновился и сайт игры. Изменился фон (на нём теперь красуется Рок), появились подразделы с новостями, информацией об игре и ростером.

### Реклама и промоутирование
15 июля 2K опубликовала видео, в котором официально подтверждалось присутствие Последнего Воина в игре — его персонаж выступит бонусом к предзаказанной игре. Помимо Воина, в новом трейлере была представлена новая арена — WrestleMania VI. Сюрпризом также стало и то, что ринг-анонсером на этой арене выступил Ховард Финкель. На арене WrestleMania VI можно разглядеть зрителей, сидящих в футболках, на которых изображены Родди Пайпер и Андре Гигант, что фактически подтверждает их присутствие в активном ростере игры.
5 августа на официальном канале WWE на YouTube появилось видео, в котором Джон Лейфилд (бывший чемпион WWE, ныне — комментатор промоушена) с вершины горы Монт Бланк анонсирует себя в качестве играбельного персонажа в новой игре.
16 августа в 23:00 по московскому времени на канале 2K Twitch прошла прямая трансляция, ведущими которой стали ведущий дизайнер WWE Games Брайан Уилльямс и PR-менеджер WWE Games Обри Ситтерсон. В ходе этой прямой трансляции было показано три матча (Рэнди Севидж против Последнего Воина, Райбэк против Дольфа Зигглера и Джон Сина против Дэниэла Брайана), представлена «телевизионная графика» для арены RAW (новая табличка в начале шоу, где показывается место проведения, табличка с именем рестлера, изображенным титулом (если есть) и хэштэгом в Твиттере, а также графика повторов), официально представлены новый титул Чемпиона WWE и новый рестлер в ростере — Рей Мистерио (который, однако, был «открыт» фанатами ранее). В матчах показали новую анимацию, систему реверсирований приёмов, новые «Comeback-моменты» и «OMG-моменты».
20 августа на сайте WWE 2K появился трейлер, в котором были показаны новые подробности основного режима игры — 30 Years of WrestleMania. В трейлере также были анонсированы новые матчи для режима, новые арены и новые титулы.
30 сентября на канале Twitch WWE 2K прошла прямая трансляция, в которой дизайнер игры Кристо Курьязис и PR-менеджер Обри Ситтерсон показали основные нововведения в режим Universe Mode.
3 октября на YouTube-канале WWE 2K был опубликован новый геймплейный трейлер, показывающий как кадры обычных матчей, так и кадры из матчей режима 30 Years of WrestleMania. В ролике «засветились» игровые персонажи Голдберга, Рока, Батисты, Рея Мистерио, Гробовщика, Дэниела Брайана и многих других рестлеров, чьи играбельные модели присутствуют в игре.
7 октября на канале Twitch WWE 2K прошла прямая трансляция, в которой главной дизайнер игры Брайан Уилльямс и PR-менеджер Обри Ситтерсон представили основные изменения в режимах создания.
15 октября прошла очередная еженедельная трансляция на канале WWE 2K на Twitch, в которой неизменный по обыкновению дуэт Брайана Уилльямса и Обри Ситтерсона продемонстрировали новые приёмы и движения в игре.
Следующий понедельник — 21 октября — был ознаменован трансляцией режима 30 Years of WrestleMania: было показано несколько матчей из режима, помимо этого Брайан Уилльямс и Обри Ситтерсон обсудили выходящую на следующей неделе франшизу.
Последняя прямая трансляция перед выходом игры была проведена за один день до запуска WWE 2K14 в продажу в США — 28 октября. Обри Ситтерсон и Брайан Уилльямс посвятили эту трансляцию режиму The Streak — как части Defend the Streak, так и части Defeat the Streak.
В день выхода игры в США на сайте WWE 2K был выпущен релизный рекламный трейлер.

## Геймплей

Один из новых OMG-моментов — Райбэк проводит свой коронный приём двум рестлерам

18 июля коммьюнити-менеджер WWE Games — Обри Ситтерсон — рассказал об изменениях, коснувшихся геймплея. Одним из, возможно, самых важных исправлений со времен WWE '13, стало возвращение драматического «отсчёта на два» (англ. two-counts) — в предваряющей 2K14 игре увидеть момент, когда судья отсчитывает до двух, после чего удерживаемый рестлер вырывался из удержания было почти невозможно.
Инновационные для WWE '13 «OMG-моменты» (англ. OMG Moments) есть и в этой игре — расширенные и улучшенные. Так, новые «OMG-моменты» позволят проводить завершающий приём сразу двум рестлерам. Было объявлено три таких финишера — Attitude Adjustment, Shellshock и Chokeslam. Также в игру добавятся DDT с апрона на маты и удар ногой в голову оппонента, лежащего у стойки ринга — оба в качестве «OMG-моментов».
Обычные удары станут быстрее, что осложнит попытки их остановить.
Что касается системы реверсирования приёмов, то она также изменится. Так, прерывание приёма одного рестлера автоматически переводится в приём второго.
Из абсолютных новшеств можно отметить так называемую «Систему навигации» (англ. Navigation System) и «Финишеры-катапульты» (англ. Catapult Finishers). Первая система полностью изменит поведение рестлера на ринге — анимациям шага, бега и перемещения оппонента по рингу придан должный реализм. Например, при ускорении рестлер не будет сразу дёргаться в сторону, куда его направляет игрок, а будет реалистично набирать разгон. «Финишеры-катапульты» являются своего рода улучшением части системы «OMG-моментов» — «Catching finishers» — и позволят делать особые завершающие приёмы — разогнав оппонента в канаты, рестлер сможет сделать финишер, отталкивая бегущего на него оппонента — это придаст больших мощи и ускорения приёму.

## Режимы создания

### Create a Wrestler/Create a Superstar (CAW/CAS; Создай Рестлера)
Режим, который из года в год приобретает лишь небольшие косметические изменения, в этом году получит особенную возможность — в качестве заранее настроенных лиц для создания персонажа можно будет выбрать лицо и причёску реально существующего рестлера WWE, что гораздо упростит создание прототипов настоящих рестлеров, уже имеющихся в игре. Число выбора ограничено четырнадцатью, и из этих персонажей двое в игре не присутствуют, но создать их можно при помощи этого режима — это Родди Пайпер и Пол Хейман.
Используя лицо рестлера WWE, появляется возможность изменить тело, костюм или имя, но лицо останется неизменным.
Впервые в истории серии количество созданных рестлеров поднимается в два раза — от 50 до 100.

### Superstar Threads
Из года в год возвращающийся режим «покраски» одежды уже имеющихся в ростере рестлеров и Див наконец-то получил долгожданное нововведение — игрок сможет изменить цвет костюма, в котором выходит рестлер.

### Create a Belt/Championship Editor (Создай Титул/Редактор Титулов)
Режим, дебютировавший в прошлой игре серии и предлагавший игроку создавать из предложенных нескольких титулов свои собственные, изменяя цвета и называя их, как душе игрока угодно (система схожа с Superstar Threads), получила особое нововведение, которого многим не хватало в WWE '13 — теперь игрок сможет накладывать на титул свои собственные логотипы.

### Create an Arena (Создай Арену)
Режим, дебютировавший в WWE '12 и сильно разросшийся к WWE '13, не претерпит особых изменений в этом году. Игроку будет предложено выбрать несколько новых размеров арен — от маленьких спортзалов до гигантских стадионов — вместе с новыми преднастроенными дизайнами арены, которые он сможет изменять по его вкусу. Игрок также сможет выбрать «винтажный», зернистый стиль ТВ-показа, который мы уже видели в матчах режима 30 Years of WrestleMania на ранних WrestleMania.

## Режимы игры

### 30 Years of WrestleMania Mode
Данный режим посвящён важному событию в мире рестлинга, которая состоится в следующем году — тридцатой Wrestlemania. Впервые о нём было рассказано на официальном сайте WWE 2K 9 августа 2013 года. По большому счёту, является альтернативой Attitude Era Mode из WWE '13 и основному режиму игры Legends of Wrestlemania и основан на игровой реставрации важнейших событий, произошедших на одном из самых главных шоу рестлинга в году. В их число входит и эпохальный матч Халка Хогана и Гиганта Андре на WrestleMania III, и не менее грандиозный мейн-ивент Wrestlemania X8 — Рок против всё того же Халка Хогана, а также другие матчи, перевернувшие индустрию рестлинга в большей или меньшей степени.
В режим входят от одного до трёх матчей с каждой из прошедших двадцати девяти WrestleMania.
Каждый матч (от матча Андре Гиганта и Большого Джона Стадда с самого первого шоу WrestleMania до поединка Рока и Джона Сины на последней на данный момент WrestleMania 29) будет сопровождаться комментариями Джима Росса и Джерри Лоулера, а рестлеров будет представлять Ховард Финкель.

##### Список глав режима
- «Hulkamania Runs Wild» — глава целиком посвящена эре становления Халка Хогана легендой. Представлена в 10 матчах.
- «The New Generation» — эра, посвящённая взращиванию «нового поколения» легенд — Шон Майклз, Брет Харт, Гробовщик и прочие рестлеры, набиравшие особую популярность в начале 90-х годов прошлого века представлены в этой главе. Представлена в 7 матчах.
- «Attitude Era» — одна из известнейших эр в истории WWE/F, вследствие которой были созданы новые суперзвёзды про-рестлинга: Игрок, Стив Остин, Рок… Представлена в 4 матчах.
- «Ruthless Aggression» — глава представляет игроку эру, следующую за «Аттитудой»: игроку предстоит заново пережить завоевание дебютных титулов Джона Сины, конец карьеры Рика Флера и прочие события середины нулевых. Представлена в 12 матчах.
- «Universe Era» — глава, акцентированная на текущих событиях WWE. Представлена в 13 матчах.

Всего в режиме 46 матчей.

### The Streak (Серия)
В отличие от 30YoWM, этот абсолютно новый для серии режим не является полностью исторически верным и повторяющим прошлые события. The Streak Mode полностью посвящён серии побед Гробовщика на WrestleMania. В режиме имеется четыре пункта на выбор: Defend The Streak (Защити Серию), Defeat The Streak (Останови Серию), Statistics (Статистика режима) и WrestleMania Victims («жертвы» Гробовщика на главном шоу WWE).

###### Defend The Streak (Защити Серию)
В этом пункте режима игроку предстоит играть за самого Гробовщика. Defend The Streak представлен в виде своего рода Гаунтлет-матча, в ходе которого каждый поверженный рестлер заменяется другим.

###### Defeat The Streak (Останови Серию)
В этом пункте игрок будет пытаться остановить серию Гробовщика выбранным им рестлером. Уже сейчас Defeat The Streak называют одним из самых трудных режимов во всей серии — и неспроста. Как только игрок будет начинать брать верх над Гробовщиком, последний будет использовать различные «фишки», ему присущие, чтобы перехватить инициативу — выключение света с появлением за спиной и последующим Chokeslam’ом, захват в болевой Hell’s Gate, когда игрок попытается сделать удержание, а также другие приёмы, которые не будут давать «штурмующему серию» расслабиться.

### WWE Universe Mode (4.0)
Радующий нас ещё с игры WWE SmackDown vs. Raw 2011, Universe Mode (с условной припиской 4.0) возвращается в 2K14. Как всегда, режим посвящён прохождению через полный календарь WWE, через всю жизнь всемирно известного рестлинг-промоушена — ТВ-шоу, PPV, фьюды, сюжеты, титульные гонки и прочие интригующие события WWE.
В этом году основной упор сделан на исправление ошибок прошлых лет. Тем не менее, без новшеств так же не обошлось.

Раздел WWE.com

###### Rivalry Manager (Менеджер Фьюдов/Противостояний)
Во всех предыдущих частях, где присутствовал данный режим, игрок слабо мог влиять на развитие сюжета, на начало и конец фьюда. В WWE 2K14 предоставляется куда большая свобода действий — игрок может выбирать, помимо самих рестлеров, внедрённых в сюжет фьюда, и их количества (доступны и командные фьюды), длительность противостояния, а также некую «фишку» — будет то гонка за титулом, или же просто желание одного рестлера доминировать над другим.

###### WWE.com
Этот раздел в главном меню Universe Mode представляет собой некую комбинацию из меню Rankings, News и Statistics в WWE '13. Словом, здесь будут собираться все новости, детали и статистика рестлеров/событий, происходящих в режиме. Новости стали более насыщенными, и содержат не только информацию о победах слабого рестлера над сильным, создании команды или победы в титульном матче, но и сводку фьюдов и прочие интересные моменты.

###### Customize Universe (Настройка режима)
Этот раздел в целом сохранил своё предназначение из прошлых частей — игрок может полностью настраивать под себя весь игровой процесс: проводить смену шоу, настраивать титулы для шоу, проводить перемены в ростере, а также, при желании — сбросить весь прогресс на начальные установки.

Создание фьюда

Основным нововведением в этом разделе можно назвать возможность выбора основного костюма для рестлера, в котором он будет выступать. Это — своеобразная «работой над ошибками». В WWE '13 при сохранении матча костюм рестлера сбрасывался на стандартный, какой бы игрок не выбирал — таким образом, полная настройка карда шоу была невозможна. Теперь выбор костюма ведётся непосредственно в меню. Помимо определённого костюма, игрок может выбрать пункт «Random», чтобы компьютер сам выбирал, в каком костюме рестлер будет выступать в определённом матче.

###### Create a Show/Create a PPV
Режим «Create a Show» («Создай Шоу») впервые появился в полной мере в Universe Mode 3.0 — в WWE '13. Он позволяет настраивать название, изображение и графику шоу, арену, на котором оно будет проходить, включать и выключать драфт между другими еженедельными шоу. Основным нововведением здесь является возможность выбрать количество матчей на шоу — теперь еженедельное шоу не ограничено рамками пяти матчей, их может быть как больше, так и меньше.
В «Create a PPV» («Создай PPV») изменений коснулась лишь та часть, в которой выбирается тип PPV. Теперь на шоу PPV в Universe Mode можно выбрать турнир King of the Ring (Король Ринга), который вернулся в WWE '13, но не был никаким образом связан с Universe Mode. Теперь игрок сможет сделать этот турнир частью режима. Помимо этого типа, появился и второй новый — прообраз Hell in a Cell, но помимо этого типа матча в мейн-ивенте может быть задействована и обычная стальная клетка.

## Ростер
На SummerSlam: Fan Axxess (а именно 17 августа в 23:30 по московскому времени) прошло событие под названием WWE 2K14 30 Years of WrestleMania Roster Reveal, где были объявлены рестлеры, которые напрямую будут участвовать в этом режиме как играбельные персонажи.
На RAW 23 сентября был анонсирован остальной ростер, который будет доступен на диске.
Начиная с 24 сентября каждый день на канале YouTube WWE 2K выходило по два (с 15 октября — по три) видеоролика с выходами на арену и коронными/завершающими приёмами рестлеров в игре.

### Ростер игры
галочкой (✔) обозначены рестлеры, доступные эксклюзивно по предзаказу; в круглых скобках указан общий рейтинг рестлеров и Див в игре
| Рестлеры настоящего   | Дивы настоящего                  | "Retro" - рестлеры и легенды                        | "Retro" - дивы         |
| --------------------- | -------------------------------- | --------------------------------------------------- | ---------------------- |
| Alberto Del Rio (89)  | AJ Lee (77)                      | Andre the Giant (89)                                | Lita (79)              |
| Antonio Cesaro (88)   | Aksana (78)                      | Batista (90)                                        | Stephanie McMahon (74) |
| Big Show (90)         | Kaitlyn (78)                     | Big Show (Retro) (90)                               |                        |
| Brock Lesnar (91)     | Layla (78)                       | Big John Studd (86)                                 |                        |
| Brodus Clay (86)      | Natalya (77)                     | Bret Hart (94)                                      |                        |
| Chris Jericho (90)    |                                  | Brock Lesnar (Retro) (91)                           |                        |
| Christian (86)        |                                  | Chris Jericho (Retro) (89)                          |                        |
| CM Punk (94)          |                                  | Diesel (89)                                         |                        |
| Cody Rhodes (88)      |                                  | Eddie Guerrero (92)                                 |                        |
| Damien Sandow (87)    |                                  | Edge (91)                                           |                        |
| Daniel Bryan (92)     |                                  | Goldberg (92)                                       |                        |
| Darren Young (84)     |                                  | Hulk Hogan (94)                                     |                        |
| David Otunga (84)     |                                  | "Hollywood" Hulk Hogan (88)                         |                        |
| Dean Ambrose (88)     |                                  | John Bradshaw Layfield (89)                         |                        |
| Dolph Ziggler (89)    |                                  | John Cena (Retro) (93)                              |                        |
| Drew McIntyre (84)    |                                  | Kane (Retro) (91)                                   |                        |
| Jack Swagger (88)     |                                  | King Kong Bundy (86)                                |                        |
| Jinder Mahal (80)     |                                  | Mick Foley (89)                                     |                        |
| John Cena (95)        |                                  | Mr. McMahon (81)                                    |                        |
| Justin Gabriel (83)   |                                  | "Macho Man" Randy Savage (93)                       |                        |
| Heath Slater (82)     |                                  | Razor Ramon (90)                                    |                        |
| Kane (91)             |                                  | Ric Flair (90)                                      |                        |
| Kofi Kingston (88)    |                                  | Ric Flair (Retro) (92)                              |                        |
| Mark Henry (89)       |                                  | Ricky Steamboat (89)                                |                        |
| R-Truth (87)          |                                  | Sergeant Slaughter (87)                             |                        |
| Randy Orton (92)      |                                  | Shawn Michaels (95)                                 |                        |
| Rey Mysterio (90)     |                                  | Shawn Michaels (Retro) (93)                         |                        |
| Roman Reigns (88)     |                                  | "Stone Cold" Steve Austin" (94)                     |                        |
| Ryback (90)           |                                  | Ted DiBiase Sr. (87)                                |                        |
| Santino Marella (84)  |                                  | The Rock (Retro) (93)                               |                        |
| Seth Rollins (88)     |                                  | Triple H (Retro) (92)                               |                        |
| Sheamus (89)          |                                  | The Undertaker (Retro) (94)                         |                        |
| Sin Cara (87)         |                                  | Ultimate Warrior✔ (Pre-Order Bonus) (93)            |                        |
| Tensai (84)           |                                  | "American Badass" Undertaker✔ (Phenom Edition) (93) |                        |
| The Great Khali (84)  |                                  | Yokozuna (90)                                       |                        |
| The Miz (89)          |                                  |                                                     |                        |
| The Rock (95)         |                                  |                                                     |                        |
| Titus O'Neil (85)     |                                  |                                                     |                        |
| Triple H (93)         |                                  |                                                     |                        |
| The Undertaker (93)   |                                  |                                                     |                        |
| Wade Barrett (87)     |                                  |                                                     |                        |
| Zack Ryder (85)       |                                  |                                                     |                        |
| Эксклюзив Season Pass |                                  | $19,99/699 руб.                                     | 29 октября 2013        |
|                       |                                  | Kevin Nash (костюм команды Outsiders) (89)          |                        |
|                       |                                  | Scott Hall (костюм команды Outsiders) (90)          |                        |
| Пакет контента №1     | Пакет N.W.O.                     | $8,99                                               | 12 ноября 2013         |
|                       |                                  | Curt Hennig (N.W.O.) (88)                           |                        |
|                       |                                  | Kevin Nash (N.W.O.) (89)                            |                        |
|                       |                                  | «Macho Man» Randy Savage (N.W.O.) (90)              |                        |
|                       |                                  | Scott Hall (N.W.O.) (90)                            |                        |
|                       |                                  | Scott Steiner (N.W.O.) (89)                         |                        |
|                       |                                  | Syxx (N.W.O.) (86)                                  |                        |
|                       |                                  | The Giant (N.W.O.) (89) (бесплатное DLC)            |                        |
| Пакет контента №2     | Пакет суперзвёзд                 | $7,99                                               | 3 декабря 2013         |
| Big E Langston (86)   | Brie Bella (76)                  |                                                     |                        |
| Fandango (85)         | Nikki Bella (76)                 |                                                     |                        |
|                       | Summer Rae (75) (бесплатное DLC) |                                                     |                        |
| Пакет контента №3     | Пакет легенд                     | $8,99                                               | 7 января 2014          |
|                       |                                  | Bruno Sammartino (92)                               |                        |
|                       |                                  | "The American Dream" Dusty Rhodes (87)              |                        |
|                       |                                  | Jake "The Snake" Roberts (88)                       |                        |
|                       |                                  | «Ravishing» Rick Rude (88)                          |                        |
|                       |                                  | Virgil (82) (бесплатное DLC)                        |                        |

Неиграбельные персонажи
- Michael Cole — комментатор
- Jerry «The King» Lawler — комментатор
- Jim Ross — комментатор режима 30 Years of WrestleMania[18]
- Justin Roberts — ринг-анонсер
- Howard Finkel — ринг-анонсер режима 30 Years of WrestleMania и на старых аренах WrestleMania в любом режиме[15]
- Charles Robinson — рефери
- Miss Elizabeth — менеджер[18]
- Ricardo Rodriguez — менеджер[32]
- Bobby «The Brain» Heenan — менеджер[18]
- Paul Bearer — менеджер
- Mr. Fuji — менеджер
- Mr. Perfect — менеджер
- Paul Heyman — менеджер[27] (в игре, помимо актуальной играбельной модели, его можно создать при помощи режима Superstar Heads в Create a Superstar)
- «Rowdy» Roddy Piper — рестлер WWE/F[21] (в игре в качестве играбельной модели не представлен; можно создать при помощи режима Superstar Heads в Create a Superstar)

### DLC
О первом DLC стало известно 3 июля из журнала WWE Magazine — им стал Последний Воин, рестлер эпохи ранних 90-х. Первоначально он будет доступен только предзаказавшим игру.
1 августа было объявлено о специальном издании WWE 2K14 — «Phenom Edition» — доступном только в Америке. Заказав его, игроки получат возможность поиграть за Гробовщика в гиммике «American Badass».
21 октября на официальном сайте игры появилась информация обо всех DLC.

#### ACCELERATOR — 29 октября 2013 ($1,99)
Доступное со дня релиза, это дополнение позволит одним нажатием кнопки разблокировать весь контент в игре, а также даст возможность изменять характеристики рестлеров.

##### DLC Pack № 1 — NWO PACK (Пакет NWO) — 12 ноября 2013($8,99)
DLC-рестлеры
см. пункт таблицы «Ростер игры», Пакет контента № 1

##### DLC Pack № 2 — WWE SUPERSTARS AND MOVES PACK (Пакет суперзвёзд и приёмов) — 3 декабря 2013($7,99)
DLC-рестлеры/Дивы
см. пункт таблицы «Ростер игры», Пакет контента № 2
Дополнительный контент
Пакет из более чем 30 приёмов и «таунтов».

##### DLC Pack № 3 — WWE LEGENDS AND CREATIONS PACK (Пакет легенд и дополнений в режиме создания) — 7 января 2014($8,99)
DLC-рестлеры/Дивы
см. пункт таблицы «Ростер игры», Пакет контента № 3
Дополнительный контент
Пакет из 14 дополнительных «голов» рестлеров, доступных в разделе Superstar Heads режима Create a Wrestler. Полный список «голов», входящих в состав DLC:
- Alberto Del Rio
- Antonio Cesaro
- Batista
- CM Punk (длинная причёска)
- Daniel Bryan (короткая стрижка)
- Dolph Ziggler
- Goldberg
- Kane (без маски)
- Mankind
- Ryback
- Sheamus
- The Miz
- Triple H (короткая стрижка)
- Undertaker (длинная причёска)

Помимо всего прочего, 7 января игроки получили возможность приобрести DLC, доступные ранее лишь предзаказавшим игру — это рестлеры Последний Воин и Гробовщик в образе «The American Badass». Каждый персонаж приобретается по цене в $1,99.

##### WWE 2K14 SEASON PASS (Сезонный пропуск WWE 2K14) — 29 октября 2013($19,99/699 рублей)
Season Pass — новое название особого пакета Fan Axxess, призванного сэкономить более 25 процентов с покупки всех пакетов DLC и дающего доступ к костюмам Кевина Нэша и Скотта Холла в качестве команды «Аутсайдеры» (англ. The Outsiders). Помимо этого, в онлайн-режиме у игрока, приобретшего Season Pass, появится 10 эксклюзивных значков.

## Титулы в игре
| Титул | Обладатель (стандартный)               |
| --- | -------------------------------------- |
| · WWE Championship (2013) (Чемпион WWE)                                                                               | John Cena                              |
| · World Heavyweight Championship (Чемпион мира в тяжёлом весе по версии WWE)                                          | Alberto Del Rio                        |
| · WWE Championship (2005-2013) (Чемпион WWE образца 2005-2013 гг.)                                                    |                                        |
| · WWE Undisputed Championship (Неоспоримый Чемпион WWE)                                                               |                                        |
| · WWE Championship (1998-2002) (Чемпион WWE образца 1998-2002 гг.)                                                    |                                        |
| · WWE Championship (1988-1998) (Чемпион WWE образца 1988-1998 гг.)                                                    |                                        |
| · World Heavyweight Championship (1986) (Чемпион мира в тяжёлом весе по версии WWE образца 1986 года)                 |                                        |
| · World Heavyweight Championship (1987) (Чемпион мира в тяжёлом весе по версии WWE образца 1987 года)                 |                                        |
| · WWE Rated-R Championship (Чемпион WWE (титул в стиле Эджа))                                                         | Edge                                   |
| · WWE Heavyweight Championship (Smoking Skull) (Чемпион WWE в тяжёлом весе (титул в стиле Стива Остина))              | "Stone Cold" Steve Austin              |
| · WWE Championship (The Miz) (Чемпион WWE (титул в стиле Миза))                                                       | The Miz                                |
| · WWE Championship (Brahma Bull) (Чемпион WWE (титул в стиле Рока))                                                   | The Rock                               |
| · WWE Intercontinental Championship (Интерконтинентальный чемпион WWE)                                                | Wade Barrett                           |
| · WWE United States Championship (Чемпион США по версии WWE)                                                          | Dean Ambrose                           |
| · Internet Championship (Интернет-чемпион)                                                                            | Zack Ryder                             |
| · WWE Divas Championship (Чемпионка Див WWE)                                                                          | AJ Lee                                 |
| · WWE Women's Championship (Женская Чемпионка WWE)                                                                    |                                        |
| · WWE/F Intercontinental Championship (1987) (Титул интерконтинентального чемпиона WWE/F образца 1987 г.)             |                                        |
| · WWE/F Intercontinental Championship (1990) (Титул интерконтинентального чемпиона WWE/F образца 1990 г.)             |                                        |
| · WWE/F Intercontinental Championship (1994) (Титул интерконтинентального чемпиона WWE/F образца 1994 г.)             |                                        |
| · WWE Intercontinental Championship (1998-2011) (Титул интерконтинентального чемпиона WWE образца 1998-2011 гг.)      |                                        |
| · WWE/F Light Heavyweight Championship (Чемпион в полутяжёлом весе по версии WWE/F)                                   |                                        |
| · WWE Cruiserweight Championship (Чемпион в лёгком весе по версии WWE)                                                |                                        |
| · WWE/F European Championship (Европейский чемпион по версии WWE)                                                     |                                        |
| · WWE Million Dollar Championship (Титул "Миллиона долларов")                                                         |                                        |
| · WWE/F Hardcore Championship (Хардкорный чемпион WWE)                                                                |                                        |
| · WWE United States Championship (Cena) (Чемпион США по версии WWE (специальный титул Джона Сины)                     | John Cena (Retro)                      |
| · WWE Tag Team Championship (2010-2013) (Командные чемпионы WWE (текущая версия титула))                              | The Shield (Roman Reigns/Seth Rollins) |
| · WWE Tag Team Championship (2002-2010) (Командные чемпионы по версии WWE образца 2002-2010 гг.)                      |                                        |
| · World Tag Team Championship (1985-1998) (Командные чемпионы мира по версии WWE образца 1985-1998 гг.)               |                                        |
| · World Tag Team Championship (1998-2002) (Командные чемпионы мира по версии WWE образца 1998-2002 гг.)               |                                        |
| · World Tag Team Championship (2002-2010) (Командные чемпионы мира по версии WWE образца 2002-2010 гг.)               |                                        |
| · NXT Championship (Чемпион NXT)                                                                                      |                                        |
| · NXT Tag Team Championship (Командные чемпионы NXT)                                                                  |                                        |
| · WCW World Heavyweight Championship (1991-1993) (Чемпион мира в тяжёлом весе по версии WCW)                          |                                        |
| · WCW World Tag Team Championship (Командные чемпионы мира по версии WCW)                                             |                                        |
| · WCW Cruiserweight Championship (Чемпион в лёгком весе по версии WCW)                                                |                                        |
| · WCW Hardcore Championship (Хардкорный чемпион по версии WCW)                                                        |                                        |
| · WCW United States Championship (Чемпион США по версии WCW)                                                          |                                        |
| · WCW n.W.o. World Heavyweight Championship (Чемпион мира в тяжёлом по версии WCW (с нарисованным логотипом N.W.O.))  |                                        |
| · ECW Heavyweight Championship (2006-2008) (Чемпион в тяжёлом весе по версии ECW образца 2006-2008 гг.)               |                                        |
| · ECW World Heavyweight Championship (1994-2001) (Чемпион мира в тяжёлом весе по версии ECW образца 1994-2001 гг.)    |                                        |
| · ECW World Television Championship (Мировой ТВ-чемпион по версии ECW)                                                |                                        |
| · ECW Championship (2008-2010) (Чемпион ECW образца 2008-2010 гг.)                                                    |                                        |
| · ECW World Tag Team Championship (Командные чемпионы мира по версии ECW)                                             |                                        |
| · AWA Classic World Heavyweight Championship (Классический образец титула чемпиона мира в тяжёлом весе по версии AWA) |                                        |

## Арены
На событии PAX Prime, проходившем в Сиэтле с 30 августа по 2 сентября 2013 года, любой желающий мог поиграть в демо-версию WWE 2K14. Были доступны некоторое количество рестлеров и арен. Именно из демо-версии стало известно, что арены будут подразделяться на две части: соответствующие нашему времени арены и арены WrestleMania. На листе выбора арен WrestleMania будут доступны все арены главного события года для WWE с самой первой по предпоследнюю (WrestleMania (арена «WrestleMania XXIX», прошедшей в текущем 2013 году, будет доступна на листе основных арен).
Каждая арена в игре будет иметь один из семи типов «постройки». В эти семь типов теперь входят и арены, основанные на футбольных стадионах (то есть на открытом воздухе). В режиме создания арены, помимо этих семи типов, можно будет выбрать открытую арену (аналог WWE Tribute to the Troops).

### Арены
Жирным выделены еженедельные шоу
| Арены шоу WWE (2012-2013)                    | Арены "WrestleMania"   |
| -------------------------------------------- | ---------------------- |
| · WWE Monday Night RAW (2013)                | · WrestleMania         |
| · WWE Friday Night SmackDown! (2013)         | · WrestleMania 2       |
| · WWE Superstars (2013)                      | · WrestleMania III     |
| · WWE Main Event (2013)                      | · WrestleMania IV      |
| · WWE NXT (2013)                             | · WrestleMania V       |
| · WWE Royal Rumble (2013)                    | · WrestleMania VI      |
| · WWE Elimination Chamber (2013)             | · WrestleMania VII     |
| · WWE WrestleMania 29 (2013)                 | · WrestleMania VIII    |
| · WWE Extreme Rules (2013)                   | · WrestleMania IX      |
| · WWE Over the Limit (2012)                  | · WrestleMania X       |
| · WWE No Way Out (2012)                      | · WrestleMania XI      |
| · WWE Money in the Bank (2012)               | · WrestleMania XII     |
| · WWE Summerslam (2012)                      | · WrestleMania 13      |
| · WWE Night of Champions (2012)              | · WrestleMania XIV     |
| · WWE Hell in a Cell (2012)                  | · WrestleMania XV      |
| · WWE Survivor Series (2012)                 | · WrestleMania 2000    |
| · WWE TLC: Tables, Ladders and Chairs (2012) | · WrestleMania X-Seven |
| · WWE WrestleMania XXX (2014)                | · WrestleMania X8      |
|                                              | · WrestleMania XIX     |
|                                              | · WrestleMania XX      |
|                                              | · WrestleMania 21      |
|                                              | · WrestleMania 22      |
|                                              | · WrestleMania 23      |
|                                              | · WrestleMania XXIV    |
|                                              | · WrestleMania XXV     |
|                                              | · WrestleMania XXVI    |
|                                              | · WrestleMania XXVII   |
|                                              | · WrestleMania XXVIII  |

1. ↑  Несмотря на то, что на момент выхода игры официальный дизайн арены WrestleMania XXX ещё в разработке, в игре специально для WWE 2K14 была создана арена WM30.

## Патчи и обновления

### Патч № 1 (6 января (США), 7 января (Европа)) (Xbox 360)
Первый патч для WWE 2K14 исправил некоторые проблемы с режимом Universe (в том числе исправил звучание ринг-анонсера для матчей за главные титулы). Полный список изменений, тем не менее, оглашён не был.

Содержание особого издания игры — «Phenom Edition» — для PS3 и Xbox 360 соответственно

## Предзаказ
3 июля в журнале WWE Magazine была опубликована информация о бонусе тем, кто оформит предварительный заказ на игру — они получат ключ для разблокировки персонажа Последнего Воина (Ultimate Warrior). Позже эта информация была подтверждена на официальном сайте игры.
1 августа на официальном сайте WWE 2K было объявлено о выпуске специального издания игры для Xbox 360 и PlayStation 3. Комплект предазаказа носит название «WWE 2K14 — Phenom Edition» и включает в себя особую упаковку в виде гроба, в которой будут лежать, помимо копии игры, карточка, подписанная Гробовщиком, наклейки на геймпад, преображающие его общий вид, DVD/Blu-Ray-диск (в зависимости от системы) «WWE Undertaker — The Streak», а также два ключа, позволяющие разблокировать как Последнего Воина, так и Гробовщика в гиммике «American Badass». Такой тип предзаказа будет доступен только в США.

## Внеигровой контент
22 октября на сайте WWE 2K появилась информация о возможности игроков привнести разнообразие в интерфейс их консолей при помощи тем и аватаров. Для PS3 стала доступной динамическая тема с несколькими рендерами рестлеров. Стоимость темы в Америке (для остального мира релиз назначен на ноябрь) — $2,99. Для Xbox 360 2K подготовили несколько «шкурок» для аватаров в Xbox Live. Цены начинаются от доллара и заканчиваются четырьмя.

## Отзывы об игре
| Сводный рейтинг | Сводный рейтинг | Сводный рейтинг |
| Издание         | Оценка          | Оценка          |
| Издание         | PS3             | Xbox 360        |
| --------------- | --------------- | --------------- |
| GameRankings    | 74,47 %         | 76,06 %         |

WWE 2K14 получила в основном положительные отзывы. На Метакритике, версия для Xbox 360 получила 75/100 баллов, основываясь на 42 обзорах, версия же для PlayStation 3 получила 74 балла из сотни на базе 21 обзора.
Игровой сайт IGN поставил игре 8.7 баллов из 10, выразив основное недовольство «недостатком мозгов у искусственного интеллекта» и комментаторами. Авторов статьи порадовал режим 30 Years of Wrestlemania и расширенный режим создания.
GameSpot же игра не впечатлила — всего 6 из 10. Помимо 30YoWM, вызывающего ностальгию, авторы статьи ничего интересного в игре не увидели.